# Gonomyia copulata
Gonomyia copulata là một loài ruồi trong họ Limoniidae. Chúng phân bố ở miền Cổ bắc.